# Chiesa dei Santi Pietro e Paolo (Lugano)
La chiesa parrocchiale dei Santi Pietro e Paolo è un edificio religioso che si trova a Colla, frazione di Lugano, in Canton Ticino.

## Storia
La struttura viene citata per la prima volta in documenti storici risalenti al 1264. Venne radicalmente rimaneggiata nel 1662.

## Descrizione
La chiesa ha una pianta ad unica navata suddivisa in tre campate e sovrastata da una volta a botte.